# Bazilika Gößweinstein
Bazilika Gößweinstein zasvěcená Nejsvětější Trojici je bazilikou minor stojící ve městě Gößweinstein. Bazilika je druhým největším poutním místem v bamberské arcidiecézi a největším trinitárním poutním místem v Německu. Ročně do baziliky Gößweinstein přichází na 140 větších poutních skupin. Gößweinstein je duchovním a náboženským centrem Franckého Švýcarska. Bazilika zůstává dodnes oblíbeným franským poutním místem a je uváděna jako bavorská památka v seznamu památek v Gößweinsteinu pod č. E-4-74-129-1.

## Historie

### Rané dějiny
Již v roce 1071 se uvádí, že na náměstí v Gößweinsteinu stála bazilikální kaple. V roce 1240 dal Konrád I. ze Schlüsselbergu se svou manželkou Kunhutou (Kunigunde) přestavět původní kapli na prostorný kostel, který byl zasvěcen Nejsvětější Trojici. Nejstarší zmínka o tomto kostele se nachází v roce 1308 v závěti Gottfrida II. ze Schlüsselbergu. Schlüsselbergové jsou tak považováni za zakladatele prvního kostela, a jsou také zakladateli kláštera ve Schlüsselau, který byl také zasvěcen Nejsvětější Trojici. Roku 1461 Gößweinstein získal nezávislost. Dříve byl inkorporován do Arcijáhenství v Hollfeldu. Je možné si všimnout, že v této době byla také rodina povýšena do šlechtického stavu s přídomkem von Groß zu Trockau. V roce 1511 byly kostelu uděleny první odpustky pro poutníky. Mezi odpustkové dny však v té době ještě nepatřila slavnost Nejsvětější Trojice v neděli po letnicích.

### Historie výstavby dnešní baziliky
Středověká stavba se již brzy musela vyrovnávat s návalem poutníků. V letech 1593-1594 byla tedy rozšířena o tři metry. Ani toto rozšíření však nebylo dostatečné. Nedostatek prostoru vedl k tomu, že v roce 1630 byla ke kostelu přistavěna dřevěná kaple zasvěcená Panně Marii. Také zpovědnice a kazatelna musely být ve venkovním prostoru.
Nová stavba se stala naléhavou a v roce 1683 to byla nepřehlédnutelná postava bamberského biskupa, který navrhl, aby stavba nového kostela byla zahájena v nejbližší době. Ve stejném roce věnovala Margaretha Gerstackerin z Allersdorfu částku 20 fl. na kostel. Ke stavbě však bylo možné přikročit až po dlouhých jednáních. Základní kámen byl položen 3. června 1730. V předchozích desetiletích faráři z Gößweinsteinu opakovaně žádali v Bamberku o povolení k zahájení stavby. Obzvláštní houževnatostí v tomto ohledu vynikal farář Dippolds, díky níž nebyla výstavba nadále již odkládána. V dopise bamberskému biskupovi Lotharu Franzi von Schönborn píše zcela upřímně: „Kníže může ve své pozemské velkoleposti překrásný chrám ke cti Nejsvětější Trojice postavit.“ Již předem se objevily plány různých stavitelů, včetně dvorního architekta Johanna Leonharda Dientzenhofera z roku 1715, který zamýšlel centrální klenutou budovu se třemi věžemi a devíti kapličkami, jako odkaz na patrocinium Nejsvětější Trojice. Nicméně tento plán byl odmítnut jako příliš nákladný.
Po smrti Lothara Franze von Schönborns v roce 1729 a zvolení jeho synovce Friedricha Carla von Schönborn bamberským arcibiskupem, byl stavbou pověřen slavný Balthasar Neumann, podle jehož návrhu byla stavba postavena. Nejdříve stavba probíhala pod jeho vedením, později pokračovala pod vedením Johanna Jakoba Michaela Küchelse. Když byl v roce 1739, za přítomnosti knížete-biskup kostel svěcen, jeho výstavba zdaleka nebyla u konce. Dokonce ani hlavní oltář a kazatelna nebyly ještě dokončeny, a na ostatních oltářích práce ještě ani nezačaly.
Práce na vybavení kostela byly dokončeny až roku 1769 (jak dosvědčuje ve stavebním protokolu farář Adam Peter Vogl). Velkou ránu i tak nepravidelnému financování dovybavení kostela zasadil požár města v roce 1746, při kterém byl kostel, fara, farní dům, budova školy a asi 60 měšťanských domů těžce poškozeno. Vzhledem k potřebným opravám na církevních zařízení, byly investice na vybavení kostela odloženy. Odstraněný následků škod způsobených ohně stálo farnost Gößweinstein asi 12.000 zlatých (fl.), nepočítaje farní, kostelní a školní budovu. Stavební náklady před požárem činily asi 70 300 zlatých. Získat finanční prostředky na opravu kostela, který měl už velkou kapacitu, se ukázalo být velkým problémem. Farář Vogl si již v roce 1748 stěžoval, že bez peněz je obtížné budovat Boží dům.

### Ostatní
V roce 1948 papež Pius XII. povýšil kostel na baziliku minor. V rozmezí let 1999-2005 se konala rekonstrukce barokního interiéru. Od roku 2009 je bazilika v Gößweinstein také místem, přes které vede svatojakubská poutní cesta.

## Milostné sousoší

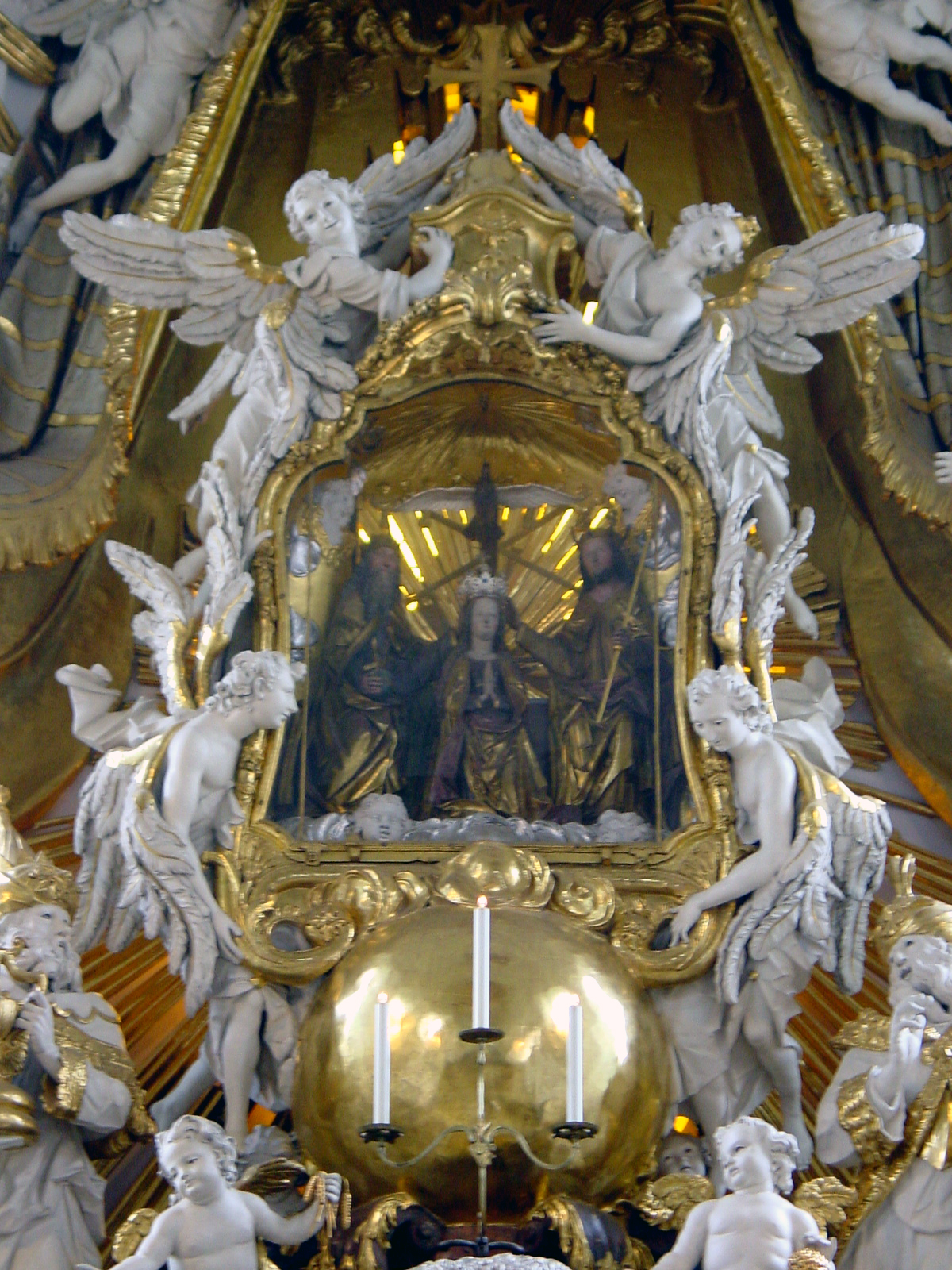
Milostné sousoší v Gößweinsteinu, které se stalo cílem nesčetných poutníků

### Popis
Sousoší skupiny postav z lipového dřeva pravděpodobně pochází z období kolem roku 1510 a bylo původně umístěno v poutním kostele Hüll u Betzensteinu. Toto dílo, dříve velmi uctívané, bylo po zavedení protestantismu prodáno. Nicméně i po reformaci byl Hüll s milostnou Madonou velmi oblíbeným mariánským poutním místem. Sousoší ukazuje korunovaci Panny Marie Nejsvětější Trojicí. Tři zobrazené postavy: Panna Maria, Bůh Otec a Bůh Syn, které jsou těsně propojeny a po rekonstrukci v roce 1960 znovu nabyly původní jasnosti. Zobrazení Ducha Svatého jako holubice bylo doplněno až v roce 1600.

### Legenda
Legenda o zázračném sousoší dává zvláštní důraz na posvátnost milostného místa. Když bylo sousoší v období reformace odstraněno z 15 kilometrů vzdáleného Hüllu u Betzensteinu, bylo podle legendy opakovaně ochráněno před fanatickými obrazoborci. Spletitými cestami se dostalo do Gößweinsteinu. Odtud mělo být přemístěno do Bamberku, ale při jeho zamýšleném převozu s ním nemohlo pohnout ani spřežení čtyř volů. To bylo interpretováno jako znamení, že vyobrazení má trvale zůstat v Gößweinsteinu a má zde být uctíváno. V této legendě je překvapující, že výběr milostného místo je určen Božím vyvolením a jakým způsobem legenda řeší vztah protestantů a katolíků. Jak „možnost nenásilného přemístění“, tak i zázračná záchrana kultovního předmětu z rukou nevěřících s jeho zdánlivě nemožným přenesením na jiné místo, jsou běžné v podobných pouťotvorných legendách.

## Poutě
Počátky pouti v Gößweinstein nejsou zcela jasné, protože všechny dokumenty byly ztraceny v průběhu třicetileté války. Kromě toho, v Gößweinsteinu se neodehrála významná historicky datovatelná událost, jako tomu bylo například ve Vierzehnheiligenu, která by vedla k zahájení pouti. Existuje sice účetní doklad faráře Ludovici z roku 1684, svědčící o čtyřsetleté poutní tradici, jak uvádí Helldorfer, ale jedná se o nejasný poklad naznačující rok 1305; a ze souvislosti vyplývá, že se jedná o chybu při čtení a doklad se může vztahovat nejdříve k roku 1505.
Je velmi pravděpodobné, že poutě dostaly regulérní charakter až ke konci 16. století. Z tohoto období totiž již existují písemnosti dosvědčující finanční náklady jednotlivých poutnických skupin.